# National-Jürgens-Brauerei

Bierdeckel mit dem Logo der National-Jürgens-Brauerei, um 1936.

Die National-Jürgens-Brauerei (NJB) ist eine ehemalige Großbrauerei und heutige Craft-Bier-Brauerei in Braunschweig, die im 19. Jahrhundert durch den Zusammenschluss zweier Brauereien gegründet wurde und 1977 ihren Betrieb einstellte. Zusammen mit Feldschlößchen und dem Hofbrauhaus Wolters gehörte sie zu den drei großen Brauereien der Stadt im 20. Jahrhundert. Im Jahre 2017 wurde die Brauerei unter altem Namen neueröffnet.

## Unternehmensgeschichte

National-Actien-Bier-Brauerei in der Wendenstraße, vor 1885.

Werbung von 1906

Werbung von 1925

### Unternehmensgründung bis zum Ende des Zweiten Weltkrieges
Carl Friedrich Jürgens gründete 1838 die Brauerei „F. Jürgens“ in der Wendenstraße; jedoch muss sie schon im 16. Jahrhundert existiert haben, da ihre Versorgung bereits durch eine Brauereikommune erfolgte. Nachdem die Räumlichkeiten in der Wendenstraße aufgrund des Expansion des Unternehmens zu klein geworden waren, zog man 1872 in moderne, gerade erst neu errichtete Gebäude am Rebenring, wandelte die Firma in eine Aktiengesellschaft um und führte fortan den Namen „National-Actien-Bier-Brauerei“. Im Jahre 1883 betrug die Bierproduktion 50.000 Hektoliter. Bald darauf verließ Jürgens aber das Unternehmen und gründete auf der Hamburger Straße die „Brauerei Friedrich Jürgens“, die sich wiederum 1920 mit der „National Brauerei“ zusammenschloss und schließlich in „National-Jürgens-Brauerei“ umfirmierte.
Kurz vor der Wende zum 20. Jahrhundert war die NJB für einige Zeit die größte in ganz Braunschweig. Die verschiedenen Biere wurden zum Teil weit über den Freistaat Braunschweig hinaus vertrieben. Betriebsleiter um 1910 war der aus Kulmbach stammende Fritz Schuberth, der bereits in den 1920er Jahren begann, Aktien der ebenfalls in Braunschweig ansässigen Brauerei Feldschlößchen aufzukaufen was sich 1977, dem Jahr des Zusammenschlusses mit Feldschlößchen, als nützlicher Umstand erwies.
Während des Zweiten Weltkrieges wurden die Produktionsstätten und Gebäude am Rebenring beim schwersten Bombenangriff auf Braunschweig am 15. Oktober 1944 weitgehend zerstört.

### Nachkriegszeit
In der Nachkriegszeit gelang es jedoch, die Produktion bald wieder in gewohntem Umfang aufzunehmen, doch führte die Deutsche Teilung sowie die Zonengrenze, die nur ca. 40 km östlich von Braunschweig verlief, dazu, dass der Verkauf in das für die Braunschweiger Brauereien wichtige Absatzgebiet hinter dem „Eisernen Vorhang“ – ca. 30 % des Gesamtabsatz der NJB – vollkommen wegbrach. Dennoch konnte National-Jürgens diese Umsatzeinbußen ausgleichen, da der Bierkonsum im frühen Nachkriegsdeutschland anstieg.
Nach langen Jahren des Experimentierens gelang es 1967, nach Art obergäriger Biere aus dem Rheinland, ein Altbier herzustellen, das unter dem Markennamen „Brunswiek Alt“ erfolgreich vertrieben wurde. 1977 erfolgte schließlich die Fusion mit der Braunschweiger Feldschlößchen Brauerei mittels eines Einbringungsvertrages. „Brunswiek Alt“ wurde nach diesem Zusammenschluss von Feldschlößchen noch einige Jahre weiter produziert.

### Neueröffnung im Jahr 2017
Im Jahre 2017 wurde die Brauerei unter ihrem alten Namen und in ihren ursprünglichen Räumlichkeiten von einem Team junger Unternehmer neugegründet. Statt für einen größeren Markt zu produzieren, wird dort nun Craft-Bier gebraut, welches regional vertrieben wird. Da die Neugründer die Namensrechte an den alten Produkten besitzen, werden auch wieder Biere unter den alten Markenbezeichnungen Gala und Brunswiek Alt hergestellt.

## Produzierte Biere
Zur Zeit der alten Brauerei (bis 1977) wurden unter den Namen Gala und Brunswiek Alt folgende Fass- und Flaschenbiere vertrieben:
- Gala Doppelbock
- Gala Export
- Gala Krone
- Gala Pils
- Gala Royal
- Gala Tafelbier
- Gala Vita-Malz
- Brunswiek Alt (Altbier, ab 1967)

Seit der Neueröffnung besteht die Angebotspalette regulär aus folgenden Bieren:
- Gala Hell
- Crab#1 (fruchtiges Pale Ale)
- Südsee IPA
- Brunswiek Alt

Mehrere weitere Sorten werden nur saisonal angeboten. Dazu gehört auch das Frischhopfenbier, für das die Brauerei selbst Hopfen anbaut.